# Conon le Jardinier
Pour les articles homonymes, voir Conon et Saint Conon.
 (mars 2008).
Si vous disposez d'ouvrages ou d'articles de référence ou si vous connaissez des sites web de qualité traitant du thème abordé ici, merci de compléter l'article en donnant les références utiles à sa vérifiabilité et en les liant à la section « Notes et références ».
Conon le Jardinier est un martyr chrétien en Pamphylie, mort vers 250, victime de la persécution de Dèce. Il est fêté le 5 mars.  

## Hagiographie
Originaire d'après lui de Nazareth, comme se définissant symboliquement de chrétien auprès du préfet Publius qui l'interrogea avant de le martyriser, il s'installa à Magydos en Pamphylie. C'est là qu'il fut arrêté alors qu'il cultivait son jardin, peut-être en ermite, se contentant de peu et se nourrissant principalement de légumineuses. 
Les autorités lui demandèrent d'abandonner sa foi. Il refusa se disant disciple du Christ crucifié. Le préfet lui fit alors enfoncer des clous dans les articulations et dans la plante des pieds et l'obligea à courir devant son char, nu comme un crucifié, pourchassé à coups de fouet jusqu'à ce qu'il tombe à terre d'épuisement. Alors, faisant le signe de croix, il rendit son âme à Dieu. 
Il est commémoré le 5 mars,.